# Каналехас-дель-Арройо
Каналехас-дель-Арройо (ісп. Canalejas del Arroyo) — муніципалітет в Іспанії, у складі автономної спільноти Кастилія-Ла-Манча, у провінції Куенка. Населення — 323 особи (2010).
Муніципалітет розташований на відстані близько 100 км на схід від Мадрида, 43 км на північний захід від Куенки.

## Демографія
Динаміка населення (INE ):